# Івано-Франківський навчально-науковий інститут менеджменту Західноукраїнського національного університету
Івано-Франківський навчально-науковий інститут менеджменту Західноукраїнського національного університету  — структурний підрозділ Західноукраїнського національного університету.
Інститут знаходиться у місті Івано-Франківськ за адресою: вул. Дністровська, 32, 76000

## Історія

Міністр фінансів України В. Пинзеник із викладачами інституту, 1993 р.

Івано-Франківський навчально-науковий інститут менеджменту це державний вищий навчальний заклад IV рівня акредитації, який є одним з перших відокремлених структурних підрозділів Західноукраїнського національного університету. Його історія бере свій початок у 1992 році, коли в Івано-Франківську було відкрито філію Міжнародного інституту менеджменту (м. Київ). 

Б. Д. Гаврилишин та Г. Н. Бакаляр під час відзначення 5-ї річниці інституту, 1997 р.

У 1997 році вона була реорганізована у філію, а у 2000 році — у відокремлений структурний підрозділ Тернопільської академії народного господарства — Івано-Франківський інститут менеджменту. За цей час кожне покоління викладачів і студентів працювало на примноження слави своєї alma mater, забезпечуючи інституту лідерські позиції серед вищих навчальних закладів економічного профілю західного регіону України.
З листопада 2013 року Івано-Франківський інститут менеджменту Тернопільського національного економічного університету перейменований в Івано-Франківський навчально-науковий інститут менеджменту Тернопільського національного економічного університету (Наказ по ТНЕУ № 510 від 01.11.2013 р.).  Із набуття статусу класичного університету нашим закладом вищої освіти, з вересня 2020 року ми Івано-Франківський навчально-науковий інститут менеджменту Західноукраїнського національного університету.
Найціннішим надбанням інституту, його гордістю і золотим фондом були й залишаються його студенти, працівники та професорсько-викладацький колектив. Саме вони формують науковий потенціал і визначають перспективи розвитку закладу, як успішного освітнього і науково-методичного осередку.

Вручення дипломів першим випускниками денної форми навчання, 2002 р.

Організацію навчального процесу здійснюють 2 кафедри:
- кафедра управління та адміністрування;
- кафедра міжнародної економіки, маркетингу і менеджменту.

## Сучасність
Івано-Франківський навчально-науковий інститут менеджменту Західноукраїнського національного університету. (ІФННІМ ЗУНУ) — один з престижних економічних навчальних закладів західного регіону. Це молодий навчальний заклад, який функціонує лише 25 років, але стрімко розвивається і здобуває авторитет серед освітян і науковців, завдяки нестандартному підходу до навчального процесу. В інституті функціонує 2 кафедри, працюють 4 доктори наук, професори і понад 30 кандидатів наук, доцентів. Усі вони відомі науковці, роботи яких друкуються як в українських, так і в закордонних фахових виданнях.
Розташування навчального закладу в центрі міста і розвинута транспортна інфраструктура роблять процес навчання комфортним, а просторі аудиторії, навчально-наукова бібліотека та читальний зал з електронними версіями посібників та методичного забезпечення дисциплін, навчально-наукова лабораторія, вільний доступ до Internet і Wi-Fi дають студентам змогу максимально розкрити свій науковий та творчий потенціал.
Івано-Франківський навчально-науковий інститут менеджменту є невіддільною частиною Західноукраїнського національного університету. В інституті сміливо впроваджуються сучасні технології викладання, робляться акценти на конкурентоспроможних спеціальностях, активно налагоджуємо співпрацю з провідними вітчизняними й іноземними організаціями щодо проведення тренінгів, семінарів, дискусій, підтримуємо студентські ініціативи, намагаємось максимально демократизувати відносини між викладачем і студентом.

Дні науки в Інституті, 2015 р.

Інститут готує висококваліфікованих фахівців, що здатні конкурувати не лише з українськими, але і з закордонними колегами. Він іде в ногу з часом, постійно розвивається, і цілком претендує стати в недалекому майбутньому брендом Європейської освіти на теренах Прикарпаття. Більшість випускників сьогодні зайняті за фахом. Багато з них є успішними підприємцями та обіймають керівні посади.
Спорт, мистецтво, конкурси та ігри допомагають студенту відпочити від його основних занять, розширюють його світогляд, роблять особистість гармонійнішою, всебічно розвинутою. Ці заходи носять не лише розважальний характер, але й мають соціально відповідальну спрямованість. Студентською радою ініціюється проведення благодійних ярмарків, культурно-патріотичних та екологічних акцій.
Колективу вдається виконати найголовніше завдання — готувати не лише ініціативних, мислячих фахівців, а й справжніх людей і громадян, небайдужих до проблем суспільства і довкілля. Адміністрація навчального закладу добре це розуміє, тому активно підтримує діяльність органів студентського самоврядування, яке забезпечує реалізацію і захист прав та інтересів осіб, які навчаються в інституті. Функціонують наукові та творчі гуртки й секції, інтелектуальний клуб, команда КВК, інші творчі об'єднання. Студентською радою інституту ініціюється проведення конкурсів краси, спортивно-розважальних змагань, дуель-шоу та інших цікавих заходів, що роблять студентське дозвілля яскравим і незабутнім.

## Кадровий склад
- Ляхович Галина Іванівна — директор інституту, кандидат наук з державного управління, доцент кафедри міжнародної економіки, маркетингу і менеджменту, заслужений працівник освіти України;
- Дмитришин Марта Василівна — заступник директора, кандидат економічних наук, доцент кафедри міжнародної економіки, маркетингу і менеджменту;
- Алексєєнко Людмила Михайлівна — завідувач кафедри обліку і фінансів, доктор економічних наук, професор;
- Білецька Ірина Мирославівна — завідувач кафедри міжнародної економіки, маркетингу і менеджменту, кандидат економічних наук, доцент кафедри міжнародної економіки, маркетингу і менеджменту, академік Академії економічних наук за спеціальністю «Міжнародна економіка», голова профбюро.

Директори інституту 
- Бакаляр Геннадій Назарович — 1992—2003;
- Пилипів Ігор Васильович — 2003—2010;
- Островерхов Віктор Михайлович — 2010—2013;
- Ляхович Галина Іванівна — з 2013 — донині.

## Вчена рада інституту
- Ляхович Г. І. — голова вченої ради;
- Фурса Т. П. — заступник голови вченої ради;
- Вакун О. В. — секретар вченої ради;
- Алексєєнко Л. М.
- Білецька І. М.
- Синиця С. М.
- Макойда У. В.
- Романів Г. В.
- Вакун С. В.

## Підрозділи

Колектив кафедри міжнародної економіки, менеджменту і маркетингу

Кафедра управління та адміністрування

Колектив кафедри управління та адміністрування

Історія заснування кафедри управління та адміністрування Івано-Франківського навчально-наукового інституту менеджменту Західноукраїнського національного університету розпочинається з 1998 року і освітній процес кафедри поступово модернізується з урахуванням реформування системи вищої освіти, яка є визначаючим показником національно-культурного відродження, соціально-економічного і науково-технічного суверенітету України. За весь період своєї діяльності кафедра мала кілька поділів та реорганізацій, у результаті яких утворювалися інші кафедри. З 2011 до 2019 року вона носила назву кафедри обліку та фінансів. Із розширенням випускових спеціальності з вересня 2019 носить назву кафедри управління та адміністрування.
Мистецтво управління та адміністрування, управлінська культура стають вирішальними чинниками, що забезпечують успіх та незворотність реформ в Україні. Тому кафедра управління та адміністрування значну увагу приділяє практичній підготовці бакалаврів і магістрів, що мають бути здатними до свідомого й відповідального самовизначення, самостійного вибору та мобільності в реалізації власного життєвого шляху. Це забезпечується плідним співробітництвом з Державною фіскальною службою України, Державною казначейською службою України, Державною аудиторською службою України та Департаментом фінансів Івано-Франківської ОДА, громадськими організаціями економічного спрямування, а також з відомими підприємствами, з якими щороку проводяться круглі столи, Дні відкритих дверей, конкурси, співбесіди, тренінги для закріплення теоретичних, практичних навичок та працевлаштування здобувачів вищої освіти.
Кафедра є випусковою за спеціальностями: 
071 Облік і оподаткування;
072 Фінанси, банківська справа і страхування;
281 Публічне управління та адміністрування.
Необхідність підготовки компетентних фахівців детермінована ускладненням умов та характеру діяльності управлінців, зростанням ролі і значення їхньої професійної діяльності. Це визначає принципово нові вимоги до діяльності кафедри управління та адміністрування, спрямованої на підготовку і формування особистісних якостей фахівців, здатних вирішувати завдання та нести відповідальність у сегменті публічних і корпоративних фінансів, державної служби, банківської справи, страхування, біржової діяльності, а також фахівців, що володіють знаннями та навичками у сфері обліку і оподаткування, складання фінансової звітності згідно з законодавством.
Професійна компетентність підготовки здобувачів вищої освіти побудована на принципах безперервності та послідовності засвоєння ними необхідного обсягу систематичних науково-філософських, суспільно-політичних, предметних та соціально-функціональних знань і умінь, необхідних для відповідних особистісних якостей і ефективної професійної діяльності.

Головним завданням кафедри управління та адміністрування є формування фахівців високої кваліфікації в галузі управління та адміністрування, що є можливим лише за умови забезпечення високого науково-теоретичного, методичного і професійного рівня викладання та інноваційного супроводу навчального процесу з використанням колосальних управлінських знань.
Кафедра управління та адміністрування міжнародної економіки, маркетингу і менеджменту
Робота колективу кафедри міжнародної економіки, маркетингу і менеджменту ІФННІМ спрямована на перетворення її на підрозділ європейського рівня, спроможний забезпечити високий рівень науки, якісну підготовку компетентних, відданих своїй справі, патріотично налаштованих фахівців, здатних зробити вагомий внесок у розбудову незалежної, демократичної держави, примножити добру славу Alma mater Західноукраїнського національного університету на теренах Івано-Франківщини.
Історія заснування кафедри розпочинається зі створення у 1998 р. в Івано-Франківському інституті менеджменту кафедри підприємництва, менеджменту та маркетингу. Навчання студентів за спеціальностями, що на той час не мали аналогів в Івано-Франківській області («Менеджмент зовнішньоекономічної діяльності», «Менеджмент організацій», «Маркетинг», «Міжнародна економіка»), забезпечувалося кращими викладачами як ЗУНУ (тоді ще ТАНГ), так і викладачами-практиками – фахівцями і керівниками підприємств і установ Івано-Франківська, які розкривали перед студентами прикладні аспекти їх майбутньої професії. За роки свого існування кафедра пройшла тривалий шлях розвитку і трансформацій. У 2013 р. шляхом об’єднання кафедри міжнародної економіки і кафедри менеджменту і маркетингу було створено кафедру міжнародної економіки, маркетингу і менеджменту. З 2016 р. кафедру очолює Білецька Ірина Мирославівна, доктор економічних наук, академік АЕНУ зі спеціальності «Міжнародна економіка», член-кореспондент АЕНУ зі спеціальності «Менеджмент ЗЕД».
Головним завданням кафедри було і залишається формування висококваліфікованого фахівця – економіста і менеджера - здатного самостійно мислити, приймати ефективні рішення, відповідального перед собою, колективом і суспільством в цілому.
Нині кафедра кафедри міжнародної економіки, маркетингу і менеджменту здійснює підготовку кадрів для економічної та організаційно-управлінської діяльності і є випусковою за спеціальностями:
051 «Економіка»;
073 «Менеджмент».
Кафедра забезпечує викладання близько 120 дисциплін циклів природничо-наукової і загальноекономічної та професійно-практичної підготовки. Колектив кафедри бере активну участь в міжнародних та європейських освітніх програмах (Erasmus +; Global Communities, USAID; PL-BY-UA тощо). Під керівництвом науково-педагогічних працівників кафедри студенти Західноукраїнського національного університету неодноразово брали участь у всеукраїнських та міжнародних наукових симпозіумах, круглих столах, семінарах, конкурсах, конференціях молодих вчених, аспірантів та студентів.
Враховуючи реалії часу, а саме перетворення Західноукраїнського національного університету на класичний заклад вищої освіти, стратегічними пріоритетами розвитку кафедри є:
- утримання та посилення іміджу Західноукраїнського національного університету як регіонального лідера в підготовці фахівців з вищою освітою;
- забезпечення високої якості освітнього процесу для надання студентам знань, умінь та навичок на рівні світових стандартів відповідно до потреб суспільства через модернізацію навчальних планів, інтернаціоналізацію програм та змісту навчання згідно з вимогами Болонського процесу тощо;
- налагодження постійного оновлення навчальних курсів, розробка сучасних освітніх програм, в основу яких слід покласти інноваційні авторські курси, реалізація студентоцентричного підходу у навчанні;
- розширення прикладних компетенцій, варіативності освітніх програм, зорієнтованих на міждисциплінарні зв’язки, реалізація дуальної освіти;
- упровадження в навчальний процес інтерактивних форм і методів навчання, новітніх інформаційних технологій;
- розвиток інфраструктури для підтримки інноваційної діяльності (експериментальних лабораторій, проблемних груп тощо) та забезпечення ефективної реалізації партнерства науки і бізнесу;
- вироблення у студентів здатності до свідомого функціонування в мінливому інформаційному суспільстві за принципом Life Long Learning в умовах зростаючої комунікативності глобального середовища;
- сприяння формуванню та реалізації ефективної комплексної системи стимулювання керівного складу, науково-педагогічних та наукових працівників до міжнародної академічної активності;
- здійснення постійного моніторингу зовнішнього середовища та кон’юнктури ринку, за результатами якого проводити системний аналіз діяльності, враховуючи переваги й унікальні можливості кафедри на ринку освітніх послуг;
- продовження практики регулярного проведення заходів з популяризації кафедри, інституту та університету (Дні відкритих дверей, зустрічі у школах та ін.) та вдосконалення профорієнтаційної роботи (оновити матеріали агресивної реклами на телебаченні та у мережі Інтернет, в соціальних мережах, вуличній рекламі, забезпечити сучасні вербальні ідентифікатори для розробки слогану, легенди бренду, написання промо- та інформаційних матеріалів).

## Відомі випускники
- Слободян Л. Я. — голова ДПІ м. Івано-Франківськ;
- Стецевич А. І. — заступник голови правління АТ «Ощадбанк»;
- Кочкодан І. Б. — директор Івано-Франківської філії ПАТ «Приватбанк»;
- Лесюк Б. М. — голова правління ПриватБанку Грузії (2009—2013);
- Лазар Ю. В. — начальник оперативно-технічного відділу оперативного управління ГУ ДФС в Івано-Франківській області;
- Магаль В. В. — директор ТОВ «Галтехнопарк», депутат Івано-Франківської обласної ради;
- Грищук О. І. — головний лікар обласної клінічної лікарні.